# سمیرنوو
سمیرنوو (به لاتین: Smirnovo) یک منطقهٔ مسکونی در روسیه است که در سرزمین آلتای واقع شده‌است.